# Wallemia sebi
Wallemia sebi är en svampart som först beskrevs av Elias Fries, och fick sitt nu gällande namn av Arx 1970. Wallemia sebi ingår i släktet Wallemia och familjen Wallemiaceae.   Inga underarter finns listade i Catalogue of Life.

## Bildgalleri

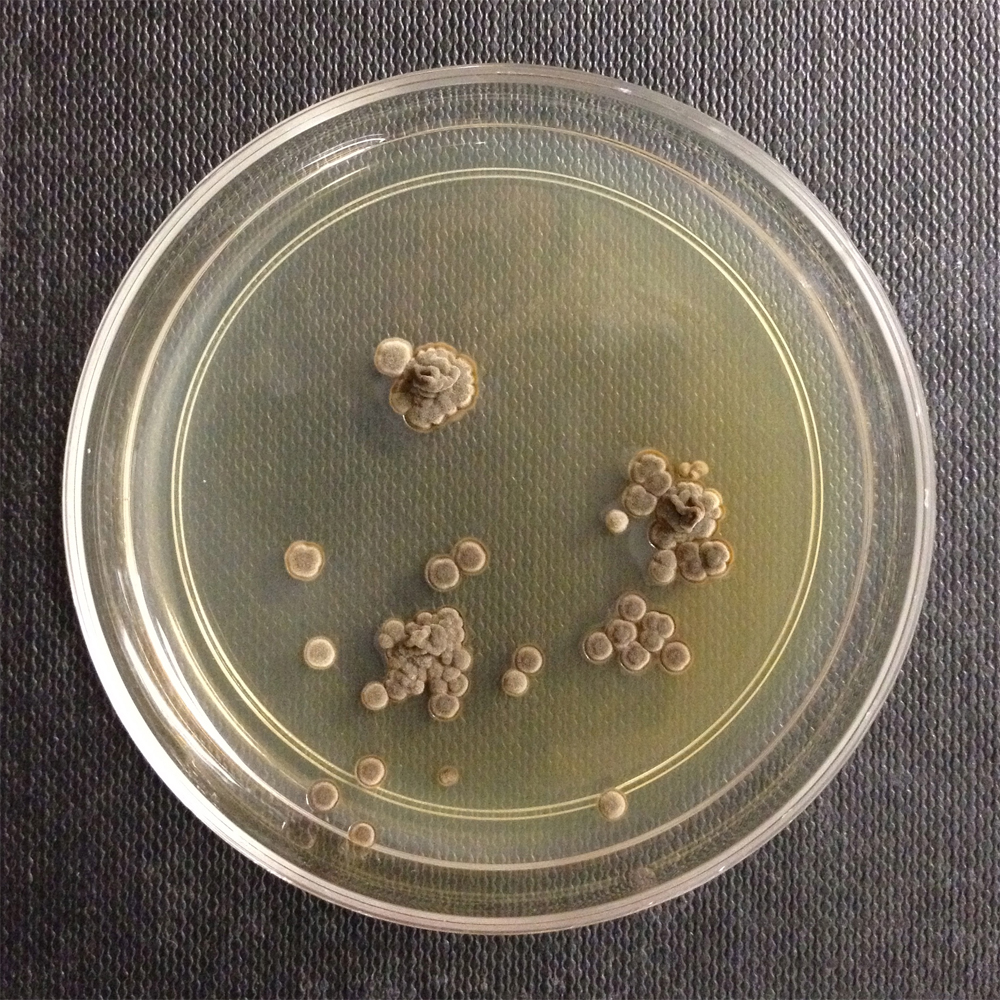